# Pilar Bardem

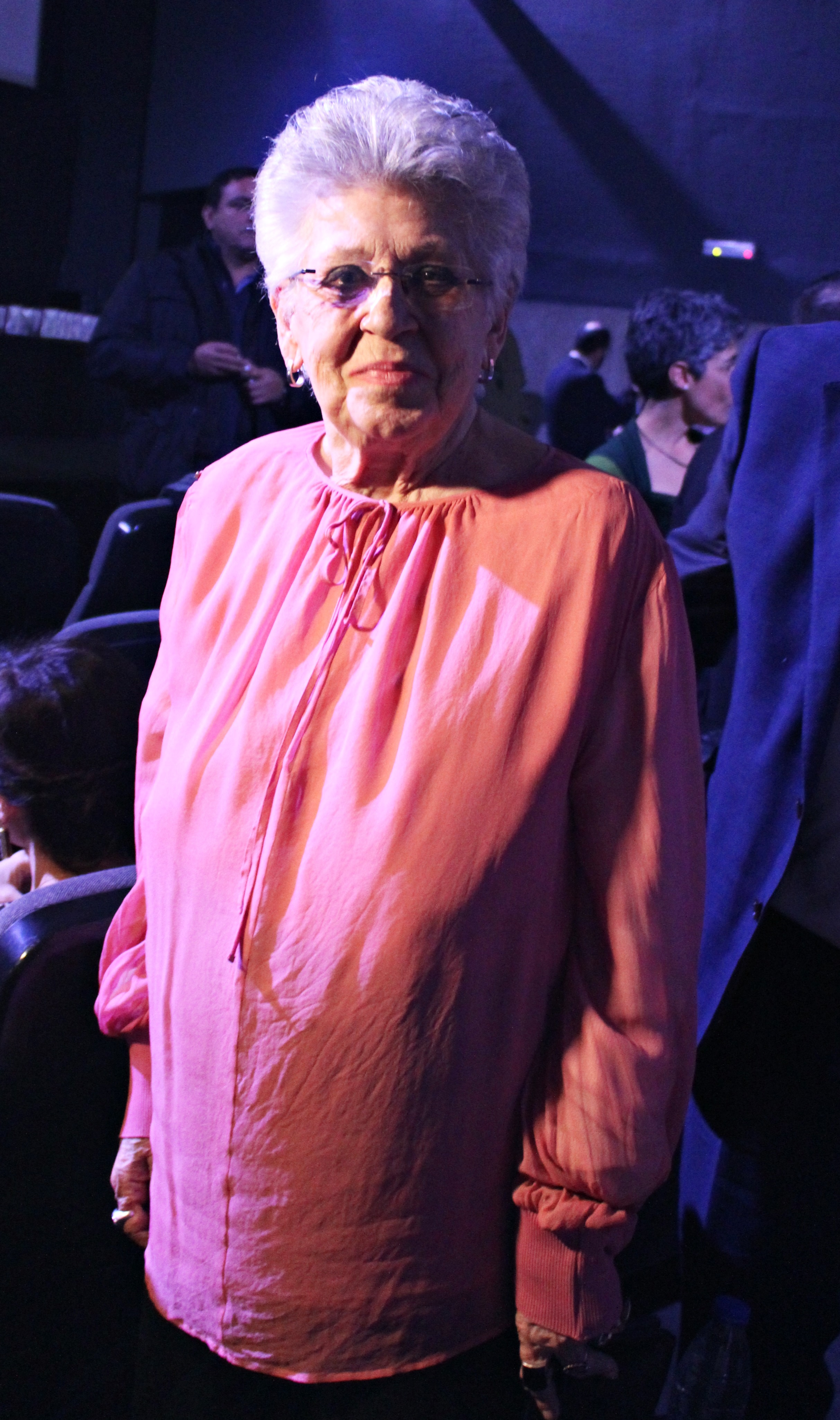
Pilar Bardem (2019)

Pilar Bardem Muñoz (* 14. März 1939 in Sevilla; † 17. Juli 2021 in Madrid) war eine spanische Schauspielerin.

## Leben und Karriere
Bardem wurde 1939 in eine Künstlerfamilie hineingeboren. Ihre Eltern waren die beiden Schauspieler Rafael Bardem (1889–1972) und Matilde Muñoz Sampedro (1900–1969). Ihr Bruder war der Filmregisseur Juan Antonio Bardem (1922–2002). Bardems Kinder sind Carlos Bardem (* 1963), Mónica Bardem (* 1964) und Javier Bardem (* 1969), die ebenfalls als Schauspieler beziehungsweise Schriftsteller tätig sind. Sie war die Tante des Regisseurs Miguel Bardem (* 1964). 
Bardem begann ein Medizinstudium, das sie jedoch abbrach. Zwischenzeitlich arbeitete sie als Model. Ab den 1970er Jahren übernahm Bardem kleine Rollen in Theater, Film, Fernsehen sowie Operetten. So erschien sie in dem Filmdrama Varietés (1971) und der Filmkomödie Ein langes Wochenende (1977) ihres Bruders Juan Antonio Bardem. Daraufhin folgten bis 2010 Auftritte in über 100 Film- und Fernsehproduktionen. Erfolg war Bardem vor allem in den 1990er Jahren beschieden. Die Rolle der Doña Julia in Agustín Díaz Yanes’ Drama Nadie hablará de nosotras cuando hayamos muerto (1995) brachte ihr 1996 den spanischen Filmpreis Goya sowie den Preis der spanischen Schauspielgewerkschaft (Premios Unión de Actores) jeweils als Beste Nebendarstellerin ein. An diesen Erfolg anknüpfen konnte Bardem im Jahr 2004 durch den Part der Schriftstellerin María Zambrano in María querida, die von einer jungen Journalistin (gespielt von María Botto) den renommierten Cervantespreis erhält und diese für sich einnimmt. Die Hauptrolle in dem Spielfilm von José Luis García Sánchez brachte Bardem erneut eine Goya-Nominierung ein. 2009 übernahm sie eine Hauptrolle in Stefan Ruzowitzkys deutschsprachiger Kinoproduktion Hexe Lilli – Der Drache und das magische Buch.
Sie hat sich auch durch ihr Engagement für sozialpolitische Themen einen Namen gemacht. Bei der Goya-Verleihung 2003 sorgte sie mit einer Stellungnahme gegen die spanische Beteiligung am Irakkrieg für Aufsehen. 2010 setzte sich Bardem gemeinsam mit dem Regisseur Pedro Almodóvar und dem Schriftsteller Juan Goytisolo für den Untersuchungsrichter Baltasar Garzón ein, der ein Verfahren wegen Verbrechen gegen die Menschlichkeit gegen zahlreiche hohe Entscheidungsträger des Franco-Regimes (darunter auch General Francisco Franco selbst) eingeleitet hatte.
Bardem war Präsidentin der gemeinnützigen Organisation AISGE („Artistas, Intérpretes, Sociedad de Gestión“), die sich um den Schutz von geistigem Eigentum im audiovisuellen Bereich kümmert. 2005 veröffentlichte sie unter dem Titel La Bardem ihre Autobiografie, an der ihr Sohn Carlos mitarbeitete.

## Filmografie (Auswahl)
- 1984: Al Este del Oeste
- 1995: Nadie hablará de nosotras cuando hayamos muerto
- 1997: Live Flesh – Mit Haut und Haar (Carne trémula)
- 1999: Drei Väter zuviel (Mon père, ma mère, mes frères et mes sœurs)
- 2000: Gitano
- 2004: María querida
- 2009: Hexe Lilli – Der Drache und das magische Buch
- 2011: Hexe Lilli – Die Reise nach Mandolan